# Abingdon boys school
abingdon boys school(일본어: アビングドンボーイズスクール 아빈구돈 보이즈 스쿠루[*])은 일본의 4인조 록 밴드이다. 약칭은 a.b.s.이다. 2006년 12월 에픽 레코드에서 데뷔하였다.